# 1816
1816. је била преступна година.

## Догађаји

### Јануар
- 6. јануар — Император Александар I Романов је потписао наређење за протеривање исусоваца из Санкт Петербурга и Москве.

### Мај
- 11. мај — Ђурђевска скупштина у Београду

### Јул
- 9. јул — Аргентина постала независна од Шпаније.

### Август
- 14. август — Уједињено Краљевство је формално анектирало архипелаг Тристан де Куња.

### Децембар
- 11. децембар — Индијана постала 19. америчка држава.

### Датум непознат
- Википедија:Непознат датум — Успостављен Фински сенат.

## Смрти

### Јануар
- 27. јануар — Самјуел Худ, британски адмирал

### Март
- 20. март — Марија I Португалска, краљица Португалије

### Јун
- 16. јун — Мелентије Никшић, епископ шабачки и ужички
- 24. јун — Константин Ипсиланти, грчки устаник

### Јул
- 14. јул — Франсиско Миранда, венецуелански генерал, борац за независност Латинске Америке

### Август
- 31. август — Јован Брановачки, аустријски генерал

### Децембар
- Википедија:Непознат датум — Преподобни мученик Акакије Папучар - хришћански светитељ